# Беран Село
Беран Село је приградско насеље у општини Беране у Црној Гори. Према попису из 2011. било је 1832 становника (према попису из 1991. било је 1286 становника).

## Историја
Неки историчари сматрају да је насеље Берансело настало још у XIV вијеку, те да је од тога касније и градско насеље добило име Беране.

## Знаменитости
На подручју Берансела, налази се манастир Ђурђеви ступови (Црна Гора), који је седиште Епархије Будимљанско-никшићке, Српске православне цркве у Црној Гори.
Доминантни мотив насеља представља Беран — крш, некадашње археолошко налазиште, а сада излетиште Беранаца, са којег се пружа поглед на панораму Берана.

## Демографија
У насељу Беран Село живи 1053 пунолетна становника, а просечна старост становништва износи 32,3 година (32,0 код мушкараца и 32,5 код жена). У насељу има 372 домаћинства, а просечан број чланова по домаћинству је 3,96.
Становништво у овом насељу веома је хетерогено.
|  |

| Демографија | Демографија | Демографија |
| Година      | Становника  | Становника  |
| ----------- | ----------- | ----------- |
|             |             |             |
|             |             |             |
|             |             |             |
|             |             |             |
| 1948.       | 362         |             |
| 1953.       | 223         |             |
| 1961.       | 487         |             |
| 1971.       | 962         |             |
| 1981.       | 1.322       |             |
| 1991.       | 1.286       | 1.282       |
| 2003.       | 1.568       | 1.483       |
|             |             |             |
|             |             |             |

| Етнички састав према попису из 2011.‍ | Етнички састав према попису из 2011.‍ | Етнички састав према попису из 2011.‍ | Етнички састав према попису из 2011.‍ | Етнички састав према попису из 2011.‍ |
| ------------------------------------ | ------------------------------------ | ------------------------------------ | ------------------------------------ | ------------------------------------ |
|                                      |                                      |                                      |                                      |                                      |
| Срби                                 | Срби                                 |                                      | 657                                  | 35,86%                               |
| Црногорци                            | Црногорци                            |                                      | 356                                  | 19,43%                               |
| Бошњаци                              | Бошњаци                              |                                      | 179                                  | 9,77%                                |
| Роми                                 | Роми                                 |                                      | 200                                  | 10,92%                               |
| Муслимани                            | Муслимани                            |                                      | 64                                   | 3,49%                                |
| непознато                            | непознато                            |                                      | 376                                  | 20,52%                               |

| \| \| м \| \| \| ж \| \| ? \| 2 \| \| \| 0 \| \| 80+ \| 4 \| \| \| 7 \| \| 75—79 \| 5 \| \| \| 15 \| \| 70—74 \| 11 \| \| \| 11 \| \| 65—69 \| 24 \| \| \| 28 \| \| 60—64 \| 27 \| \| \| 37 \| \| 55—59 \| 33 \| \| \| 37 \| \| 50—54 \| 49 \| \| \| 46 \| \| 45—49 \| 45 \| \| \| 46 \| \| 40—44 \| 59 \| \| \| 45 \| \| 35—39 \| 44 \| \| \| 48 \| \| 30—34 \| 44 \| \| \| 41 \| \| 25—29 \| 85 \| \| \| 66 \| \| 20—24 \| 70 \| \| \| 81 \| \| 15—19 \| 54 \| \| \| 59 \| \| 10—14 \| 69 \| \| \| 60 \| \| 5—9 \| 44 \| \| \| 60 \| \| 0—4 \| 61 \| \| \| 66 \| \| Просек : \| 41 \| \| \| 18 \| |    |  |  |    |
| |    |  |  |    |
| | м  |  |  | ж  |
| ? | 2  |  |  | 0  |
| 80+ | 4  |  |  | 7  |
| 75—79 | 5  |  |  | 15 |
| 70—74 | 11 |  |  | 11 |
| 65—69 | 24 |  |  | 28 |
| 60—64 | 27 |  |  | 37 |
| 55—59 | 33 |  |  | 37 |
| 50—54 | 49 |  |  | 46 |
| 45—49 | 45 |  |  | 46 |
| 40—44 | 59 |  |  | 45 |
| 35—39 | 44 |  |  | 48 |
| 30—34 | 44 |  |  | 41 |
| 25—29 | 85 |  |  | 66 |
| 20—24 | 70 |  |  | 81 |
| 15—19 | 54 |  |  | 59 |
| 10—14 | 69 |  |  | 60 |
| 5—9 | 44 |  |  | 60 |
| 0—4 | 61 |  |  | 66 |
| Просек : | 41 |  |  | 18 |

| Број домаћинстава према пописима из периода 1948—2003. | Број домаћинстава према пописима из периода 1948—2003. | Број домаћинстава према пописима из периода 1948—2003. | Број домаћинстава према пописима из периода 1948—2003. | Број домаћинстава према пописима из периода 1948—2003. | Број домаћинстава према пописима из периода 1948—2003. | Број домаћинстава према пописима из периода 1948—2003. | Број домаћинстава према пописима из периода 1948—2003. |
| Година пописа                                          | 1948.                                                  | 1953.                                                  | 1961.                                                  | 1971.                                                  | 1981.                                                  | 1991.                                                  | 2003.                                                  |
| ------------------------------------------------------ | ------------------------------------------------------ | ------------------------------------------------------ | ------------------------------------------------------ | ------------------------------------------------------ | ------------------------------------------------------ | ------------------------------------------------------ | ------------------------------------------------------ |
| Број домаћинстава                                      | 62                                                     | 34                                                     | 104                                                    | 200                                                    | 278                                                    | 302                                                    | 378                                                    |

| Број домаћинстава по броју чланова према попису из 2003. | Број домаћинстава по броју чланова према попису из 2003. | Број домаћинстава по броју чланова према попису из 2003. | Број домаћинстава по броју чланова према попису из 2003. | Број домаћинстава по броју чланова према попису из 2003. | Број домаћинстава по броју чланова према попису из 2003. | Број домаћинстава по броју чланова према попису из 2003. | Број домаћинстава по броју чланова према попису из 2003. | Број домаћинстава по броју чланова према попису из 2003. | Број домаћинстава по броју чланова према попису из 2003. | Број домаћинстава по броју чланова према попису из 2003. | Број домаћинстава по броју чланова према попису из 2003. |
| Број чланова                                             | 1                                                        | 2                                                        | 3                                                        | 4                                                        | 5                                                        | 6                                                        | 7                                                        | 8                                                        | 9                                                        | 10 и више                                                | Просек                                                   |
| -------------------------------------------------------- | -------------------------------------------------------- | -------------------------------------------------------- | -------------------------------------------------------- | -------------------------------------------------------- | -------------------------------------------------------- | -------------------------------------------------------- | -------------------------------------------------------- | -------------------------------------------------------- | -------------------------------------------------------- | -------------------------------------------------------- | -------------------------------------------------------- |
| Број домаћинстава                                        | 372                                                      | 33                                                       | 60                                                       | 65                                                       | 71                                                       | 70                                                       | 41                                                       | 18                                                       | 10                                                       | 2                                                        | 2                                                        |

| Пол    | Укупно | Неожењен/Неудата | Ожењен/Удата | Удовац/Удовица | Разведен/Разведена | Непознато |
| ------ | ------ | ---------------- | ------------ | -------------- | ------------------ | --------- |
| Мушки  | 556    | 217              | 309          | 17             | 11                 | 2         |
| Женски | 567    | 175              | 300          | 72             | 11                 | 9         |
| УКУПНО | 1.123  | 392              | 609          | 89             | 22                 | 11        |

| Пол    | Укупно                    | Пољопривреда, лов и шумарство | Рибарство                            | Вађење руде и камена | Прерађивачка индустрија       |
| ------ | ------------------------- | ----------------------------- | ------------------------------------ | -------------------- | ----------------------------- |
| Мушки  | 218                       | 9                             | 1                                    | 7                    | 52                            |
| Женски | 84                        | 1                             | 0                                    | 0                    | 13                            |
| Укупно | 302                       | 10                            | 1                                    | 7                    | 65                            |
|        |                           |                               |                                      |                      |                               |
| Пол    | Производња и снабдевање   | Грађевинарство                | Трговина                             | Хотели и ресторани   | Саобраћај, складиштење и везе |
| Мушки  | 3                         | 8                             | 10                                   | 6                    | 24                            |
| Женски | 1                         | 1                             | 18                                   | 2                    | 2                             |
| Укупно | 4                         | 9                             | 28                                   | 8                    | 26                            |
|        |                           |                               |                                      |                      |                               |
| Пол    | Финансијско посредовање   | Некретнине                    | Државна управа и одбрана             | Образовање           | Здравствени и социјални рад   |
| Мушки  | 0                         | 0                             | 48                                   | 9                    | 5                             |
| Женски | 0                         | 1                             | 2                                    | 15                   | 17                            |
| Укупно | 0                         | 1                             | 50                                   | 24                   | 22                            |
|        |                           |                               |                                      |                      |                               |
| Пол    | Остале услужне активности | Приватна домаћинства          | Екстериторијалне организације и тела | Непознато            | Непознато                     |
| Мушки  | 13                        | 0                             | 0                                    | 23                   | 23                            |
| Женски | 6                         | 1                             | 0                                    | 4                    | 4                             |
| Укупно | 19                        | 1                             | 0                                    | 27                   | 27                            |